# Barkarö
Barkarö – miejscowość (tätort) w środkowej Szwecji, w regionie administracyjnym (län) Västmanland (gmina Västerås).
Miejscowość jest położona w prowincji historycznej (landskap) Västmanland, ok. 10 km na południowy zachód od centrum Västerås niedaleko Melaru.
W Barkarö znajduje się kościół (Västerås-Barkarö kyrka), którego początek budowy datowany jest na przełom XII/XIII w .
W 2010 roku Barkarö liczyło 1163 mieszkańców.